# Vîșnivka, Icinea
Vîșnivka (în ucraineană Вишнівка) este un sat în comuna Prîputni din raionul Icinea, regiunea Cernihiv, Ucraina.

## Demografie
Componența lingvistică a localității Vîșnivka
     Ucraineană (99,74%)
     Alte limbi (0,26%)
Conform recensământului din 2001, majoritatea populației localității Vîșnivka era vorbitoare de ucraineană (99,74%), existând în minoritate și vorbitori de alte limbi.